# Mosson (Côte-d’Or)
 Mosson  ist eine französische Gemeinde mit 68 Einwohnern (Stand 1. Januar 2022) im Département Côte-d’Or in der Region Bourgogne-Franche-Comté; sie gehört zum Arrondissement Montbard und zum Kanton Châtillon-sur-Seine.

## Bevölkerungsentwicklung
| Jahr                       | 1962 | 1968 | 1975 | 1982 | 1990 | 1999 | 2008 | 2016 |
| Einwohner                  | 81   | 88   | 87   | 84   | 81   | 87   | 87   | 73   |
| Quellen: Cassini und INSEE |      |      |      |      |      |      |      |      |

## Sehenswürdigkeiten
- Burg (14./16. Jahrhundert)
- Kirche Saint-Symphorien